# Caberea
Genre
Caberea est un genre de Bryozoaires arborescents de la famille des Candidae.

## Liste d'espèces
Selon World Register of Marine Species (19 avril 2016) :
- Caberea angusta Hastings, 1943
- Caberea boryi (Audouin, 1826)
- Caberea brevigaleata Canu & Bassler, 1929
- Caberea bursifera Ortmann, 1890
- Caberea climacina Ortmann, 1890
- Caberea darwinii Busk, 1884
- Caberea dichotoma Lamouroux, 1816
- Caberea dolabrata MacGillivray, 1887
- Caberea ellisii (Fleming, 1814)
- Caberea enzoi Gordon, 1984
- Caberea glabra MacGillivray, 1886
- Caberea hassleri Winston & Woollacott, 2009
- Caberea hataii Okada, 1929
- Caberea helicina Hastings, 1943
- Caberea lata Busk, 1852
- Caberea megaceras Yanagi & Okada, 1918
- Caberea minima Busk, 1884
- Caberea multipartita Yang & Lu, 1981
- Caberea patagonica (d'Orbigny, 1842)
- Caberea rostrata Busk, 1884
- Caberea sagamiensis Silén, 1941
- Caberea sinensis Gluhak, Lewis & Popijak, 2007
- Caberea solida Gordon, 1986
- Caberea symmetrica Liu, 1984
- Caberea tenella Okada, 1929
- Caberea transversa Harmer, 1926
- Caberea zelandica (Gray, 1843)